# Phosphonium
Als Phosphonium, nicht zu verwechseln mit Phosphenium, bezeichnet man das zum Ammonium-Ion analoge Molekülion, bei dem das Stickstoffatom durch ein Phosphoratom ersetzt wurde. Analog zum Ammonium-Ion ist das Phosphonium-Kation einfach positiv geladen, das Phosphoratom liegt in der Oxidationszahl +5 vor. Das einfachste Phosphonium-Ion ist das [H4P]+. Dessen Salze zerfallen bei Kontakt mit Wasser in Phosphorwasserstoff und die Säure des Anions, so zerfällt Phosphoniumchlorid in Phosphorwasserstoff (Monophosphan, PH3) und Salzsäure (HCl). Wegen der Abspaltung des Phosphorwasserstoffs sind Phosphoniumsalze sehr giftig. Sie werden in der Schädlingsbekämpfung zur Erzeugung von Phosphorwasserstoff verwendet.
Organische Phosphonium-Ionen haben die Form [R4P]+, wobei R für einen organischen Rest steht (z. B. Alkyl- oder Arylgruppen). Sie sind, ähnlich wie die homologen Stickstoffverbindungen, sehr stabil. Sie lassen sich aus Phosphanen durch Umsetzung mit Alkyl- und Arylhalogeniden herstellen, wobei bei der Verwendung von Arylhalogeniden ein Katalysator notwendig ist (z. B. NiCl2).
{\displaystyle \mathrm {PR_{3}+R'X\longrightarrow [R_{3}PR']^{\,+}X^{\,-}} }
Phosphonium-Salze besitzen eine große Bedeutung bei der Wittig-Reaktion.